# タンバリン

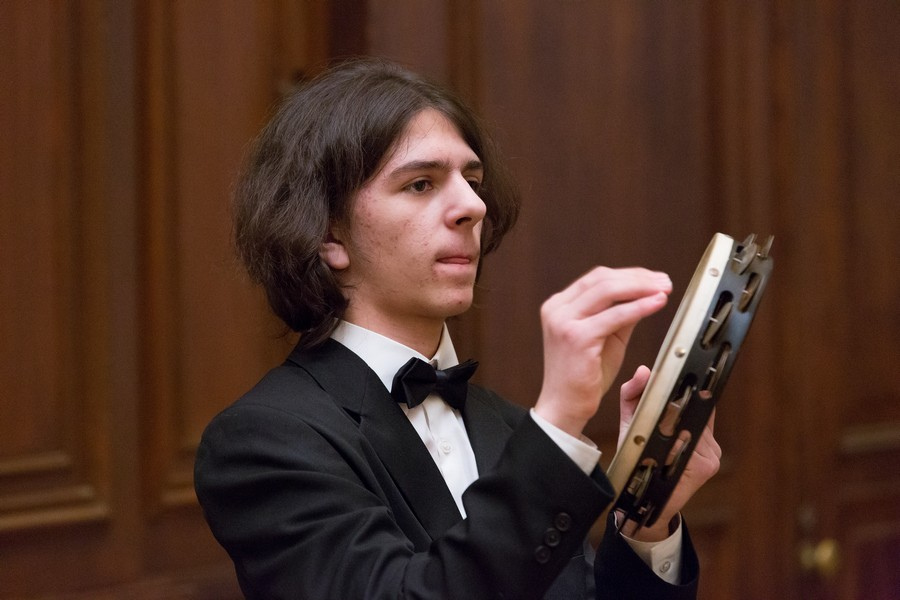
タンバリンの演奏風景

タンバリン、またはタンブリン（英: tambourine [ˌtæm.bəˈɹiːn] ( 音声ファイル)）は、打楽器の一つで、膜鳴楽器に分類される楽器である。
タンボリンと呼ばれる楽器があるが、タンバリンとはフレームドラムという共通点以外は別種の楽器である。

## 概要
タンバリンは、胴に小さなシンバルを付けた、極めて浅い小型の片面太鼓である。
高価な物もあるが、安価な価格帯からあり、また簡単に音を出すことができるため、音楽会や鼓笛隊など、教育楽器として多用される。一般的には「タンバリン」として知られるが、日本の小学校で使われる教科書では「タンブリン」と書かれている。これは文部科学省から発行されている「教育用音楽用語」という冊子で音楽用語に関する基準が示されており、教科書に出てくる音楽用語はこれに従っているためである。
フランスでは、この楽器とプロヴァンス太鼓の両方を tambourin（タンブラン）と呼び、クラシック音楽の作品ではプロヴァンス太鼓の方を指す場合がほとんどである。その場合、タンバリンは tambour de basque（タンブール・ド・バスク「バスク地方の太鼓」）として区別する。
ブラジルの楽器であるパンデイロはタンバリンの一種である。ただし、ポルトガル語でパンデイロはそれを含みタンバリン一般としての意味がある。

## 構造
膜の直径はおおむね20 - 30cm、胴の深さは5 - 8cmである。この胴に数カ所（5 - 10箇所）鼓面と水平に細長い穴を開け、中央に細い棒を通す。そこに小さなシンバルを向かい合わせて棒に通し、タンバリンの動きによってシンバルが打ち合わされるようになっている。
タンバリンの種類には、響き線（スネア）を付けたもの、鈴を付けたもの、皮のないもの（ヘッドレスタンバリン、モンキータンバリン）などがある。タンバリンは太鼓の一種であるが、音の多くをこのシンバルに依っていると言っていい。

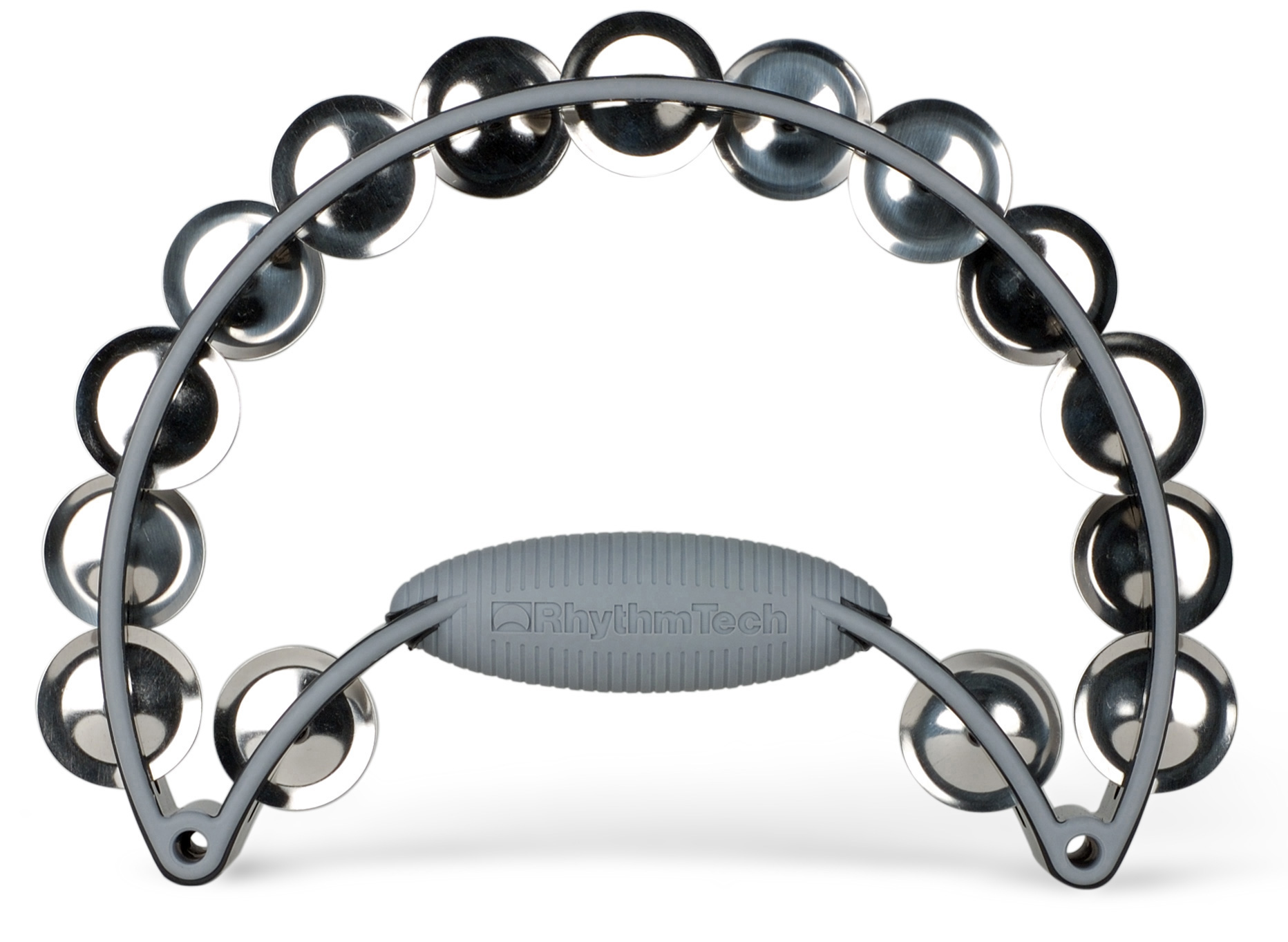
皮のないタンバリン
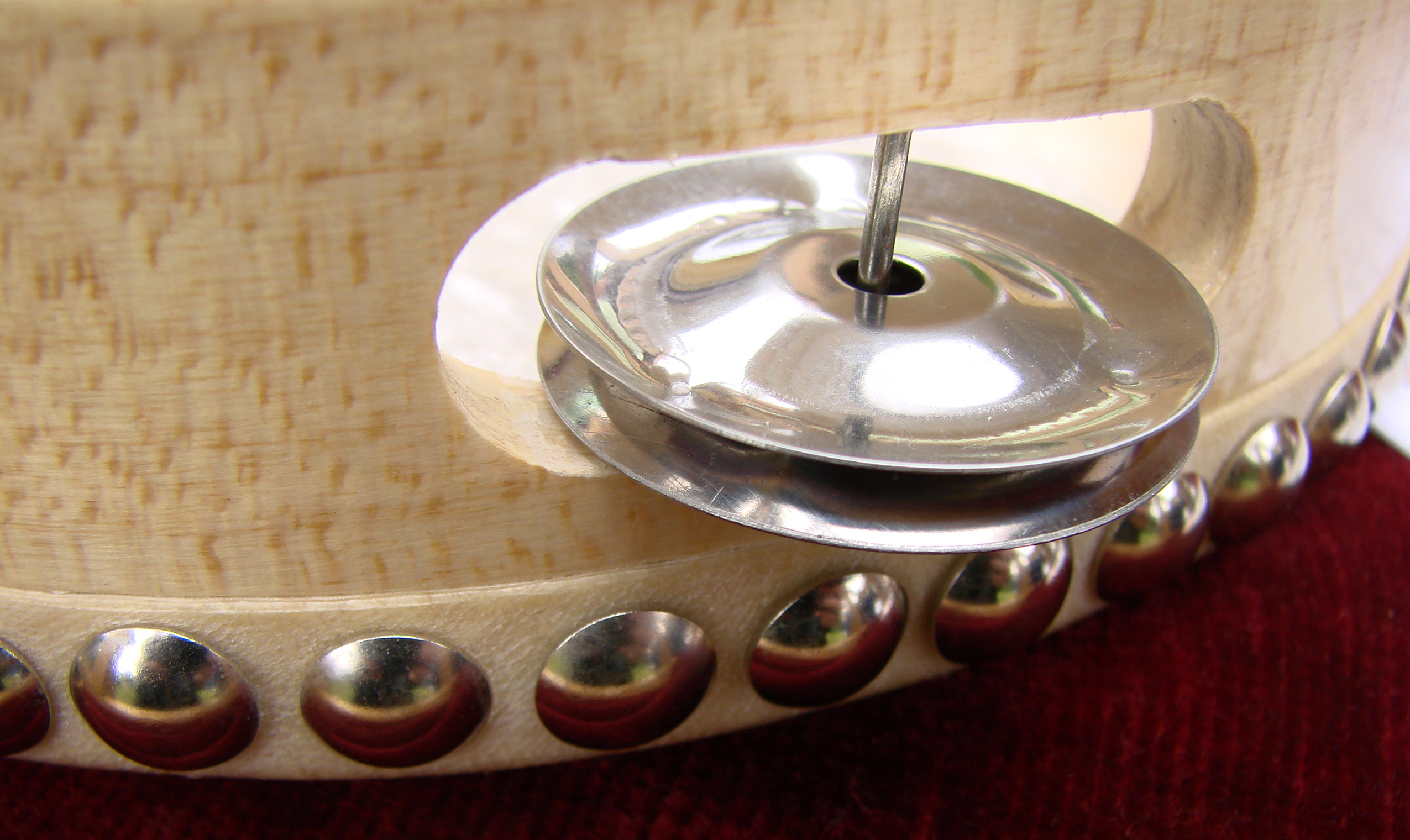
皮のあるタンバリンのシンバル付近の拡大画像
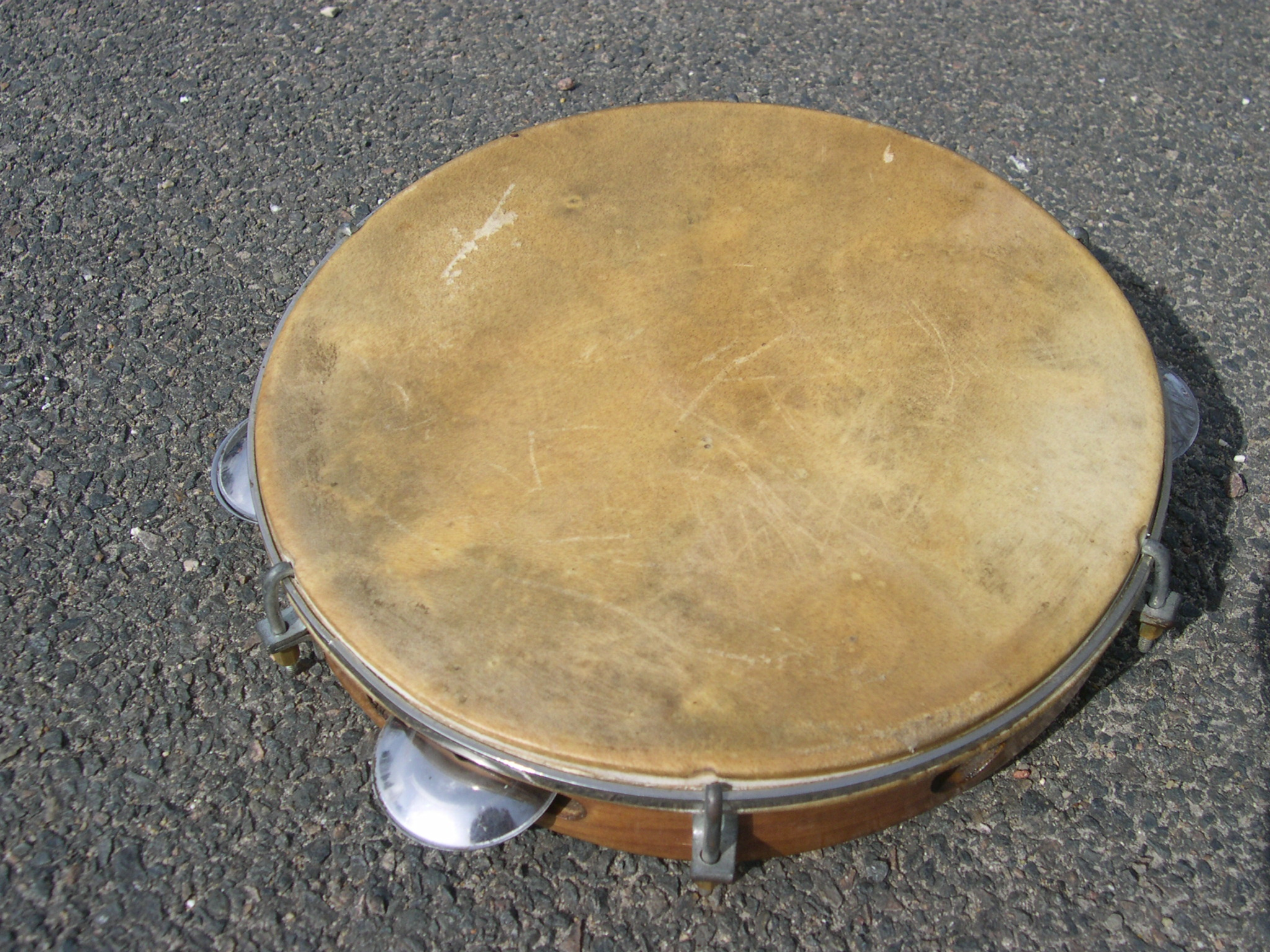
皮のあるタンバリン（ブラジル風タンバリン「パンデイロ」）

## 奏法

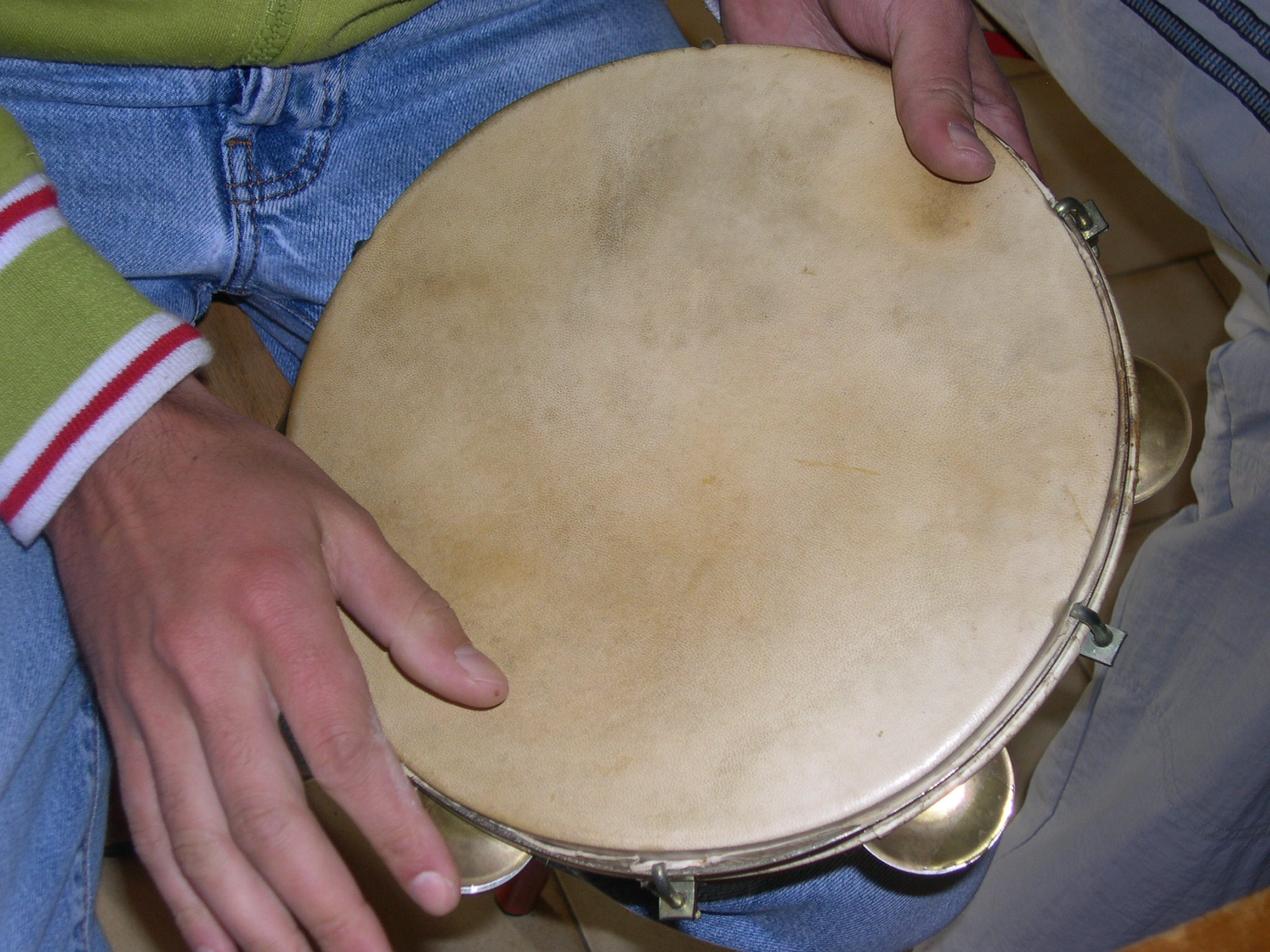
ブラジル風タンバリン「パンデイロ」の演奏風景

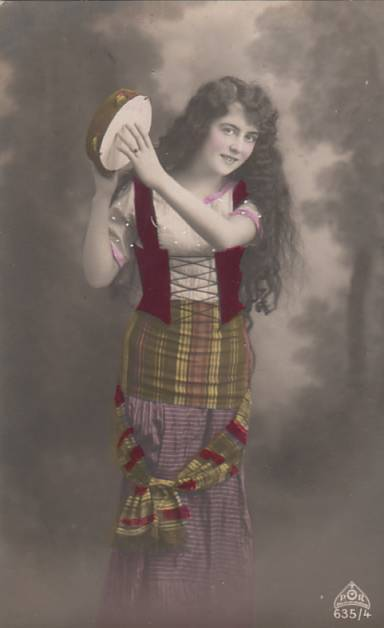
タンバリンを演奏するジプシー（1910年代フランスの絵葉書）

手に持って叩く奏法が最も一般的。指、拳、手のひらで叩くほか、膝や尻に打ち付ける、振ってシンバル部を鳴らす、鼓面のふちにそって鼓面をこする、ドラムスティックで叩くなど様々な鳴らしかたがある。スタンドに装着して、指、拳、手のひらで叩く方法もある。
皮を張ったタンバリンの場合、利き手でないほうの手で持ち、利き手で叩く奏法が一般的である。一方、皮が張られていないモンキータンバリンなどの場合、利き手で持ち、振りながら利き手でない方の手に当てる奏法が一般的である。
ドラムセットのハイハット・スタンドに取り付ける方法もあり、これはハイハットを叩いたりペダルを踏んだときにも鳴らすような、装飾的な使い方にもなる。
タンバリンをティンパニの上に乗せ、ティンパニの鼓面を撥で叩く方法は、タンバリンには鼓面と反対側（あるいは鼓面なしのもの）に「脚」としての突起点が3 - 4箇所程度付いていることが求められる。無ければ絆創膏やテープを厚めに貼って代用することも可能。この脚としての点がティンパニの振動をタンバリンに共鳴させることにより、1人の打楽器奏者の演奏でティンパニとタンバリンの音が同時に得られる（脚がないとタンバリンの胴全体がティンパニの振動を押さえ込んでしまい、両方とも上手く鳴らない）。西村朗などの作曲家が特に打楽器アンサンブルのための作品に好んで用いる。
ちなみに胴に開いている穴は、かつてそこに鈴が付いていた頃の名残（当時Ludwig社の特許）であり、指を入れるための穴ではない。小学校教員向けの指導書には、この穴に親指を入れて演奏すると危険であると明記されている。

## 歴史
タンバリンの先祖にあたるフレームドラムの歴史は非常に古く、紀元前20世紀のバビロニアのレリーフや、紀元前1500年ごろのエジプト第18王朝のレリーフに見えている。ヘブライ語聖書の出エジプト記15章20節でアロンの姉のミリアムらが鳴らし、士師記11章34節でエフタの娘が鳴らしていたトフ(תף)も類似した楽器であった可能性が高い（英語では通常timbrelと訳される。日本語の訳は統一が取れていないが、聖書協会共同訳聖書では「タンバリン」と訳されている）。同種の楽器は世界各地に見られるが、そのうちいくつかのものはタンバリンと同様にチリチリと鳴る金属製の器具が加えられている。
フレームドラムはヨーロッパの中世には広く見られた。バロック・古典派の時代には通常使われなかったようだが、グルック『エコーとナルシス』やモーツァルト『6つのドイツ舞曲』K571などはタンバリンが使われた早い例になっている。19世紀にはいるとエキゾチックさを演出するために使われ、とくにスペインの、あるいはジプシー音楽の雰囲気を出すために使用された。ベルリオーズは『ローマの謝肉祭』で2台、『イタリアのハロルド』で3台のタンバリンを使用している。

## タンバリンが活躍する曲の例
- ジョルジュ・ビゼー：歌劇『カルメン』
- エマニュエル・シャブリエ：狂詩曲『スペイン』
- ニコライ・リムスキー＝コルサコフ：『スペイン奇想曲』、『シェヘラザード』
- アントニン・ドヴォルザーク：序曲『謝肉祭』
- ピョートル・チャイコフスキー：『くるみ割り人形』よりトレパックおよびアラビアの踊り、『イタリア奇想曲』
- リヒャルト・シュトラウス：『サロメ』より「7つのヴェールの踊り」
- ストラヴィンスキー：バレエ音楽『ペトルーシュカ』より二人のジプシー娘、『春の祭典』
- グスターヴ・ホルスト：組曲『惑星』より「木星」
- オットリーノ・レスピーギ：『ローマの松』（タンバリンをスネアドラムのスティックで叩く珍しい技法が使われる）
- カール・オルフ：カルミナ・ブラーナ
- 田村文生：『アルプスの少女』
- 山田康太：だんだんよりシジミジルのテーマ
- タンブリンの輪：童謡　作詞：山下武夫　作曲：岩河三郎
- ヘイ!タンブリン：童謡　作詞：吉岡治　作曲：湯山昭
- 真実一路のマーチ：水前寺清子の楽曲 作詞：星野哲郎 作曲：米山正夫
- ぐるぐるカーテン：乃木坂46の楽曲 作詞：秋元康 作曲：黒須克彦
- イエロー・タンブリンマン：NHK「うたっておどろんぱ」より　作詞：吉田仁美　作曲：大森俊之
- アレクサンドル・ボロディン：交響曲第2番 ロ短調
- バリンタン：関ジャニ∞の楽曲 作詞：村上信五 作曲：安田章大
- 全ての夜と全ての朝にタンバリンを鳴らすのだ：サンボマスターの楽曲 作詞・作曲：山口隆

## 各国語の呼び名
各国で様々に呼ばれているのは、タンバリンの原義が「小さな太鼓（タンブール＋指小辞イン）」というに過ぎないからであり、他にもタンバリンと呼びうる楽器があるからである。それで、「バスク風」(baskische、de basque)とか「シンバルの付いた」(Becken-)ということばを添えているのである。
- 独：Tamburin, Schellentrommel, Schellentamburin, baskische Trommel, Beckentamburin
- 仏：tambour de basque, bedon de Biscaye
- 英：tambourine
- 伊：tamburino, tamburo basco, tamburello

## タンバリン教本（タンブレロ奏法含む）
- フレームドラム（ATN刊） 大久保宙著
- tamburello italiano アンドレア・ピッチオーニ著

## 世界的奏者
- ペドロ・エステファン
- デヴィド・マヨラ

## 主なメーカー
- ヤマハ
- パール
- プレイウッド
- グローバー
- ブラックスワンプパーカッション
- レフィーマ
- ラディック・ムッサー

他